# Peter Chamberlen

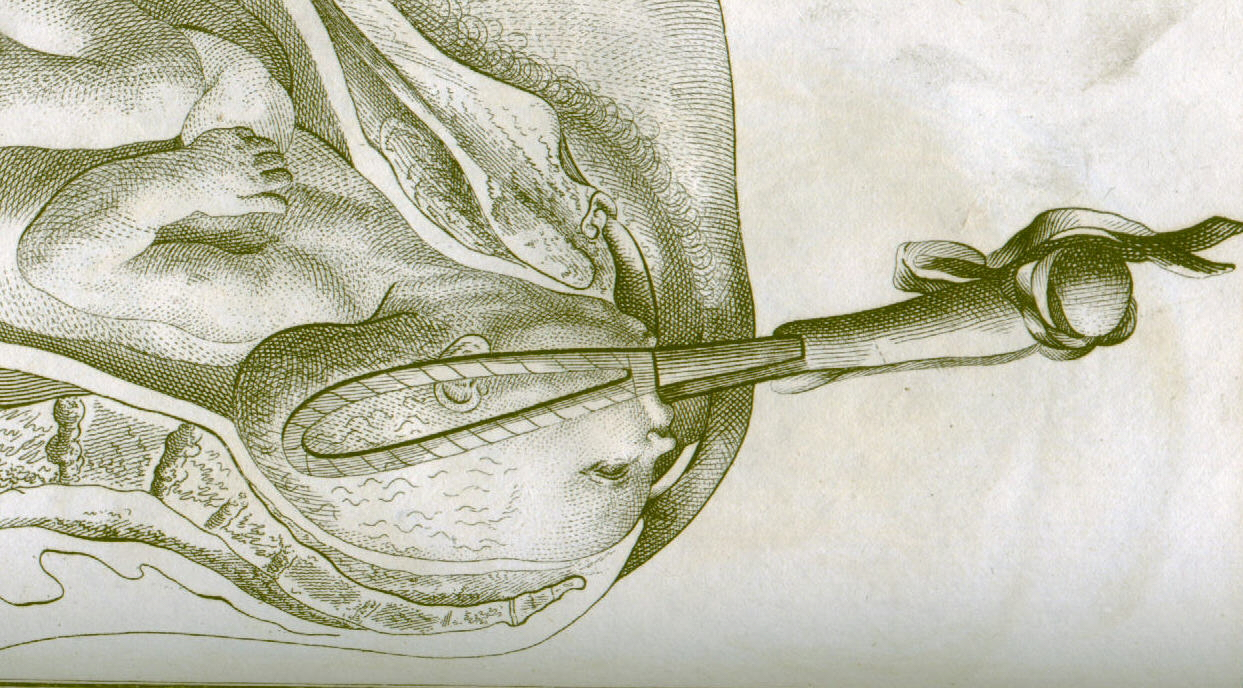
Obstetrical Forceps of Smellie (1792)

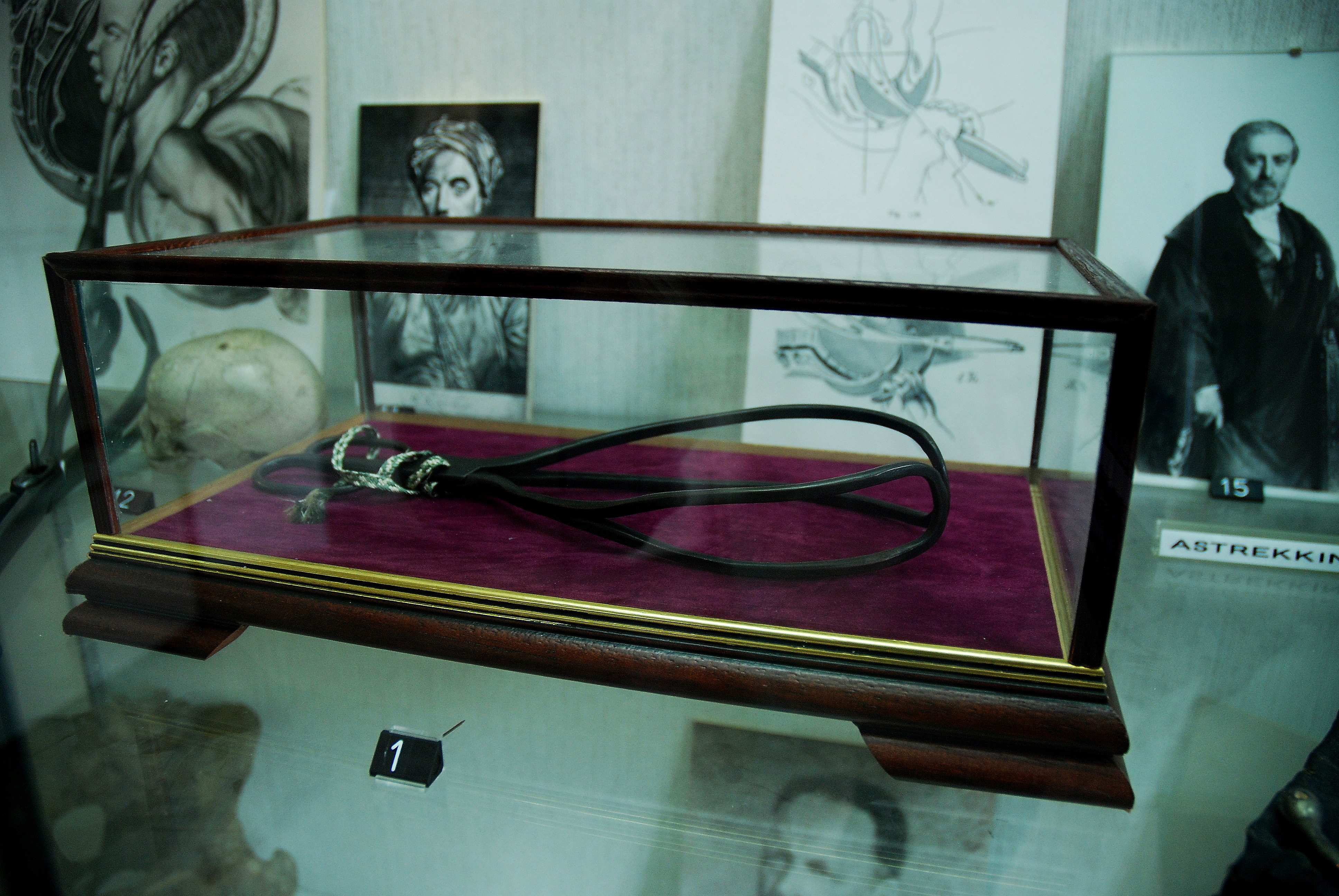
Kopie van de verlostang van Chamberlen in het Museum voor Geschiedenis van de Geneeskunde te Gent

Peter Chamberlen was de naam van twee broers, de zonen van William Chamberlen, een hugenoot en chirurg die in 1576 vluchtten van Parijs naar Engeland. Zij zijn bekend geworden door de moderne toepassing van de verlostang. Deze bleef echter voor meer dan een eeuw bewaard als een familiegeheim. 

## Peter de oudere
Peter de oudere (1560 - 1631) was een chirurg en verloskundige onder andere van Queen Anne in Londen. Peter de oudere moet worden gezien als de uitvinder van deze verlostang.

## Peter de jongere
Peter de jongere (1572 - 1626) was eveneens een chirurg en verloskundige. Hij trouwde met Sara de Laune, dochter van een hugenoot en woonde in Londen. Hij had acht kinderen en een daarvan was Peter Chamberlen de derde, eveneens verloskundige, die het geheim van het gebruik van de verlostang bewaard hield voor de familie. 
De broers ging wel erg ver in het bewaren van het geheim. Als ze bij het huis van een barende vrouw arriveerden, werd een grote kist met gulden graveerwerk door twee personen het huis binnengedragen. De zwangere vrouw werd geblinddoekt om het geheim aan haar te onttrekken, en alle andere personen moesten de kamer verlaten. Vervolgens ging de operateur aan het werk. De mensen buiten de kamer hoorden naast het luid geschreeuw van de vrouw, ook bellen en andere vreemde geluiden totdat het gehuil van de baby een nieuwe geslaagde bevalling aankondigde. Vervolgens werden, alvorens iedereen de kamer kon betreden, alle attributen zorgvuldig in de kist opgeborgen. 
Het geheim van de verlostang bleef drie generaties lang bewaard door de Chamberlens.

## Latere Chamberlens
- Dr. Peter Chamberlen, ook Peter de derde genoemd en geboren in 1601 als zoon van Peter de jongere, had een goede medische opleiding gevolgd en zette de traditie van de familie voort. Hij was de verloskundige bij de geboorte van de toekomstige koning Karel II van Engeland zoon van koningin Henriëtta Maria. Zijn pogingen om een corporatie van vroedvrouwen op te richten werd tegengehouden door het College van Geneesheren. Hij overleed in 1683.
- Zijn oudste zoon, Hugh Chamberlen (1630-1720), was eveneens verloskundige en hij zette de familietraditie van het geheim van de verlostang voort. In 1670 reisde hij naar Frankrijk en probeerde hij het geheim te verkopen aan de Franse overheid, Francois Mariceau bood hem aan middels een test de verlostang te demonstreren bij een 38-jarige dwergvrouw. De test mislukte jammerlijk, mede door de lichamelijke omstandigheden van de vrouw, en Chamberlen keerde onverrichter zake terug naar Engeland. Later ging hij naar Nederland en verkocht hij het geheim aan Roger Roonhuysen en aan het Medisch-Farmaceutisch College van Amsterdam. Na enkele jaren werd het geheim publiek gemaakt. Hugh Chamberlen verhuisde ten slotte naar Schotland, waar hij in 1694 een boek publiceerde over bepleiting van de ziekteverzekering.
- Zijn zoon  Hugh Chamberlen junior (1664-1728), was de laatste van de Chamberlen familie die het geheim van de verlostang in stand hield. Aan het einde van zijn leven werd het ontwerp en het gebruik van het instrument een publiek domein. De eerste illustraties van de verlostang werden gepubliceerd door Edward Hody in 1734.